# Heckholzhausen
Heckholzhausen ist einer von vier Ortsteilen der Gemeinde Beselich im mittelhessischen Landkreis Limburg-Weilburg. Der Ort hat rund 1000 Einwohner.

## Geographie

### Geographische Lage
Heckholzhausen liegt am nordöstlichen Rand des Limburger Beckens, am Rand des Lahntals und am Südosthang des Westerwaldes in Mittelhessen. Schon von weitem sichtbar ist der Beselicher Kopf (296 m über NN), der sich in südlicher Richtung befindet. Heckholzhausen befindet sich im Tal des Kerkerbachs, zentral im Landkreis Limburg-Weilburg (Hessen).

### Nachbarorte
Im Nordosten: Merenberg und Allendorf
Im Süden: Schupbach
Im Südwesten: Obertiefenbach
Im Nordwesten: Lahr und Hintermeilingen (beide Orte in der Gemeinde Waldbrunn).

## Geschichte

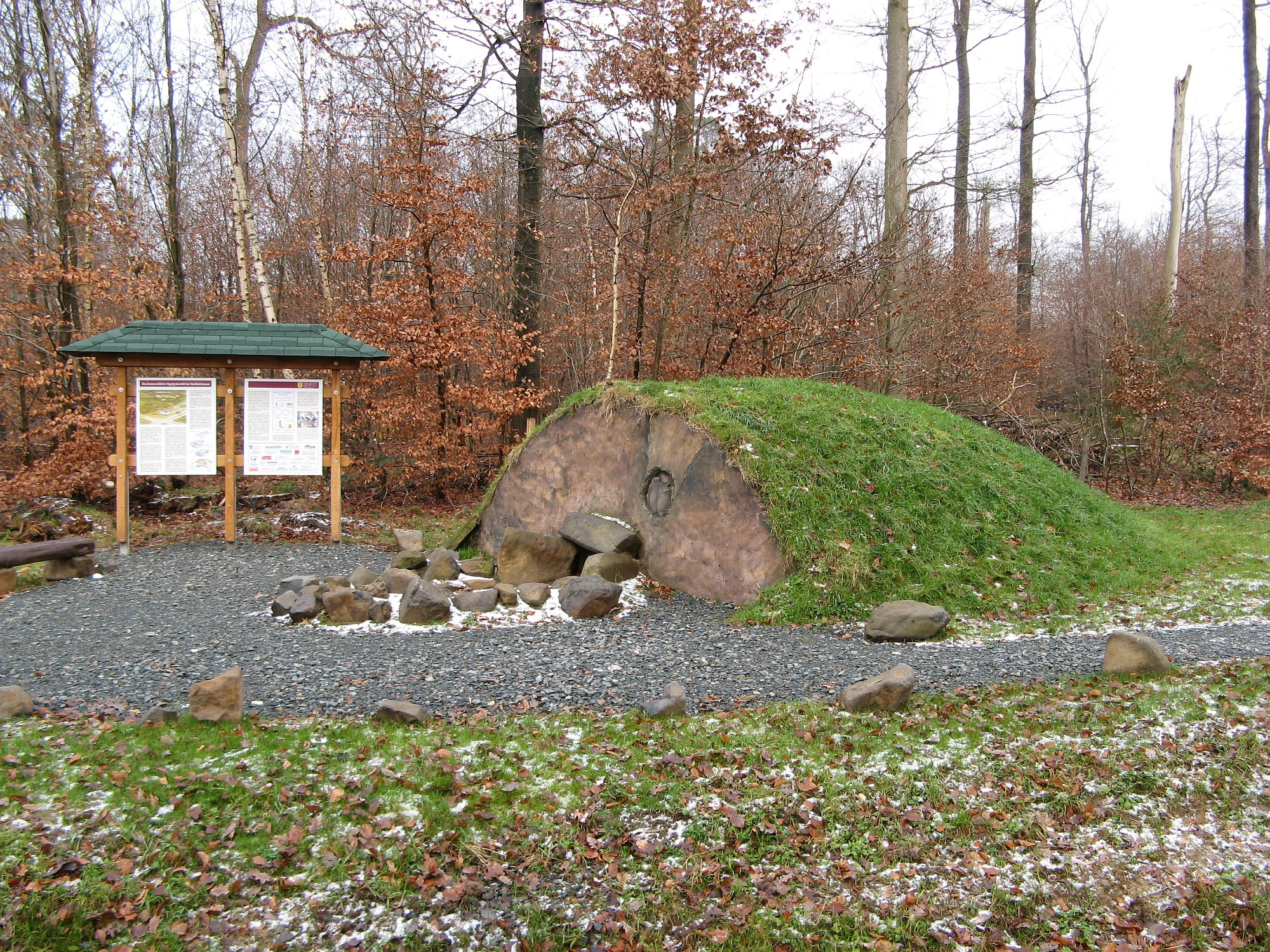
Rekonstruierter Querschnitt durch ein Hügelgrab bei Heckholzhausen

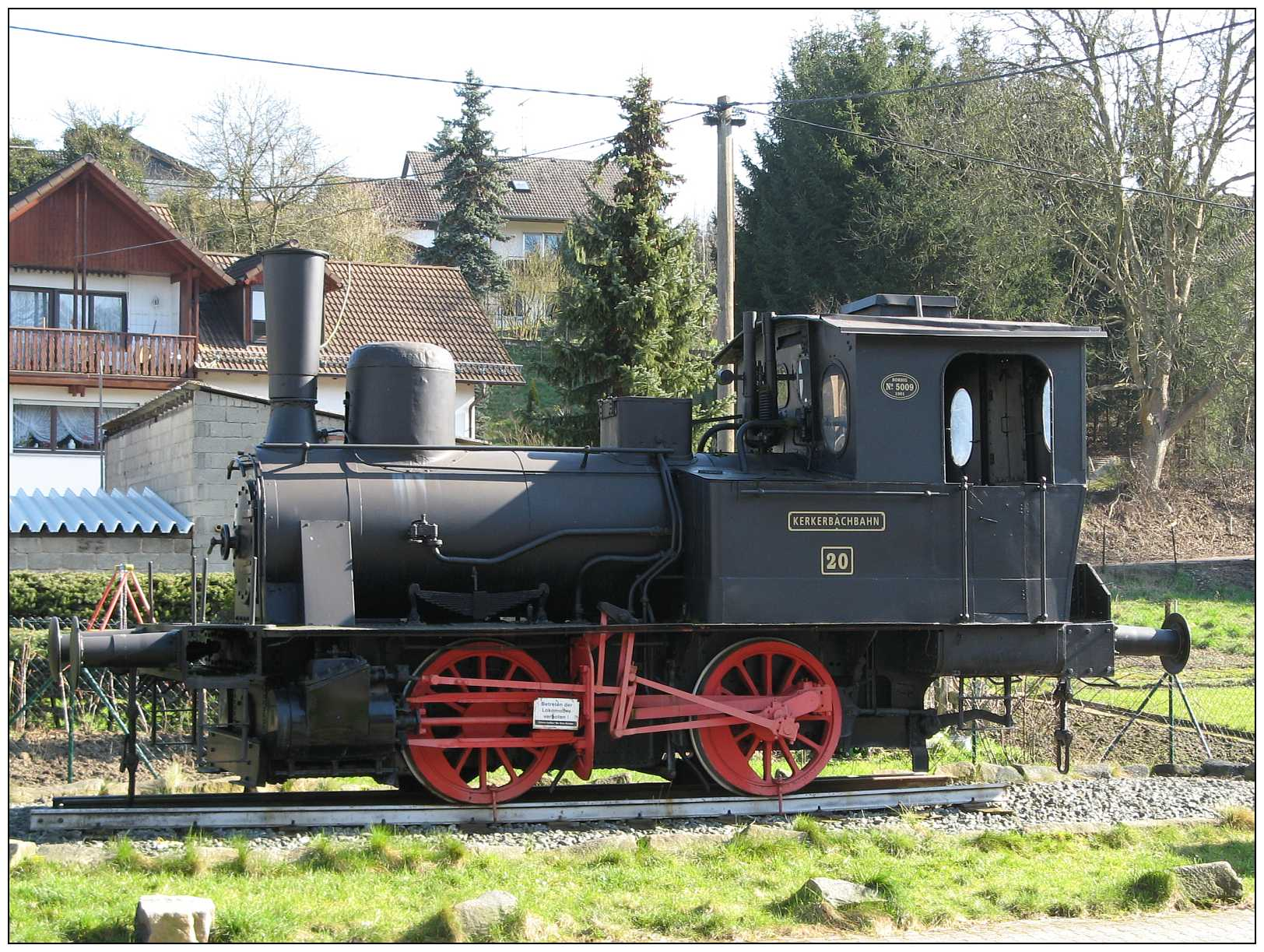
Die im Jahr 1901 von der Firma Borsig hergestellte Lokomotive steht als Denkmal für die Kerkerbachbahn in Heckholzhausen.

### Ortsgeschichte
Nahe dem Heckholzhäuser Sportplatz Richtung Merenberg wurden mehrere Hügelgräber entdeckt, die dem Übergang der Hallstattzeit zur La-Tène-Zeit zuzuordnen sind. Aufgrund des Namensbestandteils -hausen (bei den Häusern) ist von einer durchgehenden Besiedlung des Ortes seit der merowingisch Siedlungsperiode um das 6./7. Jahrhundert auszugehen.
Heckholzhausen wurde erstmals urkundlich im Jahr 879 als Holzhausen erwähnt. Ursache der Erwähnung war eine Schenkung von drei Mansus Land, mit denen Graf Gebhard im Lahngau das von ihm gegründete Stift St. Severus in Gemünden im Westerwald ausstattete. Zur Unterscheidung von anderen Orten gleichen Namens wurde dem Namen später das „Heck-“ vorangestellt.
Im 13. Jahrhundert wurde in Heckholzhausen die Burg Heckholzhausen der adligen Familie Schütz von Holzhausen (siehe Abschnitt unten) erbaut. Bis ins 16. Jahrhundert war diese Burg bereits verfallen. Im 14. Jahrhundert verfügten die Grafen von Nassau-Hadamar in Heckholzhausen über einen Hof. Ab 1709 ist ein Jahrmarkt verbürgt, der allerdings kurz darauf wieder erlosch.
In der ersten Hälfte des 19. Jahrhunderts bildeten die sechs Gemeinden Heckholzhausen, Obertiefenbach, Gaudernbach, Wirbelau, Eschenau und Schupbach einen Löschbezirk. Bei ausbrechendem Brand hatten sofort bestimmte Einwohner mit vier angeschirrten Pferden die in Schupbach stationierte Feuerspritze zu holen.
Im Jahr 1906 erhielt der Ort einen Bahnanschluss durch die Kerkerbachbahn, die am 17. Dezember 1960 stillgelegt wurde.
Der Carl-Heinz-Stollen am Ortsausgang Richtung Lahr war eine der ergiebigsten deutschen Mangangruben.
Hessische Gebietsreform (1970–1977)
Die Gemeinde Heckholzhausen fusionierte am 31. Dezember 1970 im Zuge der Gebietsreform in Hessen mit den bis dahin selbstständigen Gemeinden Obertiefenbach, Niedertiefenbach und Schupbach (alle im ehemaligen Oberlahnkreis) freiwillig zur Gemeinde Beselich. Namensgeber war das Kloster Beselich. Die neugewählte Gemeindevertretung beschloss bei ihrer Konstituierung am 26. April 1971 die Einrichtung von Ortsbezirken – mit fünf Ortsbeiräten für jeden Ortsteil – nach der Hessischen Gemeindeordnung. Sie wurden gemäß Beschluss der Gemeindevertretung vom 28. August 1973 als nicht mehr notwendig empfunden.

### DieSchütz von Holzhausen

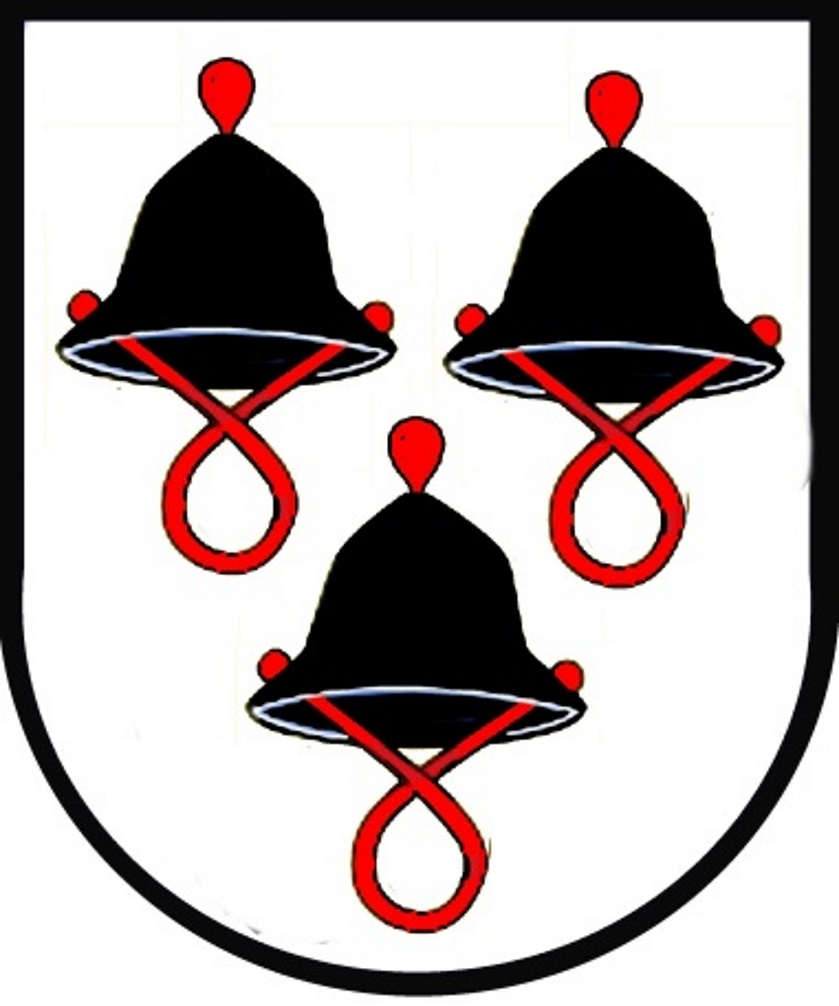
Wappen der Schütz von Holzhausen

Die Freiherrn Schütz von Holzhausen entstammen einer Burgmannenfamilie der Burg Merenberg am Südrand des Westerwalds, nahe Weilburg. Ursprünglich nannten sie sich, als Ministerialen der Herren zu Merenberg, Schütz von Merenberg. Sie gehörten zu den Familien, die Hartrad IV. von Merenberg (1182–1215) aus seiner Stammburg vertrieben. Die Familie erbaute in Heckholzhausen ein wehrhaftes Haus, die Burg Heckholzhausen, und nahm den Namen Schütz von Holzhausen an. Mit Giselbrecht Schütz von Holzhausen wurde 1315 erstmals ein Mitglied dieser Familie namentlich benannt.
Die Schütz verfügten über Streubesitz im benachbarten Lahr und in Elsoff, den sie schrittweise ausweiteten. Im Jahr 1424 wurde ein Burgmannensitz der Familie an der Burg Runkel erstmals erwähnt. 1430 besaßen sie das Zehntrecht in der heutigen Wüstung Mechtelndorf bei Merenberg. Als Erbe der verwandten Familie Räuber von Kaan konnten die Schütz von Holzhausen ab 1535 eine Vogtei über den Weiler Panau und weiteren Streubesitz bei Neustadt erwerben. Im 16. Jahrhundert war die Stammburg Heckholzhausen bereits verfallen. Für das Jahr 1599 ist belegt, dass die Familie ein Drittel des Zehnten des Dorfes Lahr als Lehen der Herrschaft Westerburg innehatte.
Im Jahr 1406 war Heinrich Schütz von Holzhausen Amtmann der Grafschaft Katzenelnbogen im Amt Driedorf, 1431 stand er im Dienst der Landgrafschaft Hessen. Antonius Schütz von Holzhausen (1435–1515) war erster Amtmann des Nassauischen Amtes Merenberg. Die Grabplatte des 1539 verstorbenen Gilbrecht Schütz von Holzhausen, Vogt zu Panau, ist heute an der Pfarrkirche in Neustadt zu sehen. Philipp Cuno Schütz von Holzhausen war 1618 Hofmeister der Grafschaft Wied zu Dierdorf. Die Familie brachte eine Reihe bekannter Persönlichkeiten hervor (siehe: Schütz von Holzhausen). Das Herzogtum Nassau erkannte den Freiherrenstand der Familie mit landesherrlicher Bestätigung 1862 an. Durch Einheirat in die Familie von Thielen gelangten die Schütz 1876 nach Niedersachsen auf das Rittergut Rosenthal bei Peine, wo sie mit Kuno Freiherr von Schütz zu Holzhausen (* 1920) inzwischen im Mannesstamm erloschen sind, in weiblicher Linie aber noch blühen.

### Ehemalige Bürgermeister
- Braun, Johann Jakob (1848–1879)
- Braun, Karl I. (1879–1884)
- Seelbach, Wilhelm (1884–1889)
- Braun, Karl I. (1889–1916)
- Hief, Wilhelm Ludwig (1916–1923)
- Müller, Karl (1923–1934)
- Hemming, Jakob (1934–1945)
- Müller, Karl (1945)
- Schäfer, Karl Friedrich (1945–1957)
- Kegel, Hermann I. (1957–1965)
- Balzer, Johann (1965–1970)

### Verwaltungsgeschichte im Überblick
Die folgende Liste zeigt die Staaten bzw. Herrschaftsgebiete und deren untergeordnete Verwaltungseinheiten, in denen Heckholzhausen lag, bzw. nun liegt:
- vor 1806: Heiliges Römisches Reich, Grafschaft (seit 1791 Fürstentum) zu Wied-Runkel, Amt oder Herrschaft Runkel
- 1806–1813: Großherzogtum Berg, Département Sieg, Arrondissement Dillenburg, Kanton Runkel (ab 1811 Kanton Hadamar)
- 1813–1815: Fürstentum Nassau-Oranien, Amt Runkel
- ab 1816: Herzogtum Nassau, Amt Runkel
- ab 1849: Herzogtum Nassau, Kreisamt Limburg
- ab 1854: Herzogtum Nassau, Amt Runkel
- ab 1867: Norddeutscher Bund[Anm. 1], Königreich Preußen, Provinz Hessen-Nassau, Regierungsbezirk Wiesbaden, Oberlahnkreis
- ab 1871: Deutsches Reich, Königreich Preußen, Provinz Hessen-Nassau, Regierungsbezirk Wiesbaden, Oberlahnkreis
- ab 1918: Deutsches Reich, Freistaat Preußen, Provinz Hessen-Nassau, Regierungsbezirk Wiesbaden, Oberlahnkreis
- ab 1944: Deutsches Reich, Freistaat Preußen, Provinz Nassau, Oberlahnkreis
- ab 1945: Amerikanische Besatzungszone, Groß-Hessen, Regierungsbezirk Wiesbaden, Oberlahnkreis
- ab 1946: Amerikanische Besatzungszone, Land Hessen, Regierungsbezirk Wiesbaden, Oberlahnkreis
- ab 1949: Bundesrepublik Deutschland, Land Hessen, Regierungsbezirk Wiesbaden, Oberlahnkreis
- ab 1968: Bundesrepublik Deutschland, Land Hessen, Regierungsbezirk Darmstadt, Oberlahnkreis
- ab 1971: Bundesrepublik Deutschland, Land Hessen, Regierungsbezirk Darmstadt, Oberlahnkreis, Gemeinde Beselich[Anm. 2]
- ab 1974: Bundesrepublik Deutschland, Land Hessen, Regierungsbezirk Darmstadt, Landkreis Limburg-Weilburg, Gemeinde Beselich
- ab 1981: Bundesrepublik Deutschland, Land Hessen, Regierungsbezirk Gießen, Landkreis Limburg-Weilburg, Gemeinde Beselich

### Bevölkerung
Einwohnerentwicklung
| Heckholzhausen: Einwohnerzahlen von 1834 bis 2020 | Heckholzhausen: Einwohnerzahlen von 1834 bis 2020 | Heckholzhausen: Einwohnerzahlen von 1834 bis 2020 | Heckholzhausen: Einwohnerzahlen von 1834 bis 2020 | Heckholzhausen: Einwohnerzahlen von 1834 bis 2020 |
| --- | ------------------------------------------------- | ------------------------------------------------- | ------------------------------------------------- | ------------------------------------------------- |
| Jahr |                                                   |                                                   |                                                   | Einwohner                                         |
| 1834 | 1834                                              |                                                   | 439                                               | 439                                               |
| 1840 | 1840                                              |                                                   | 470                                               | 470                                               |
| 1846 | 1846                                              |                                                   | 503                                               | 503                                               |
| 1852 | 1852                                              |                                                   | 525                                               | 525                                               |
| 1858 | 1858                                              |                                                   | 527                                               | 527                                               |
| 1864 | 1864                                              |                                                   | 519                                               | 519                                               |
| 1871 | 1871                                              |                                                   | 550                                               | 550                                               |
| 1875 | 1875                                              |                                                   | 631                                               | 631                                               |
| 1885 | 1885                                              |                                                   | 610                                               | 610                                               |
| 1895 | 1895                                              |                                                   | 542                                               | 542                                               |
| 1905 | 1905                                              |                                                   | 502                                               | 502                                               |
| 1910 | 1910                                              |                                                   | 481                                               | 481                                               |
| 1925 | 1925                                              |                                                   | 517                                               | 517                                               |
| 1939 | 1939                                              |                                                   | 501                                               | 501                                               |
| 1946 | 1946                                              |                                                   | 762                                               | 762                                               |
| 1950 | 1950                                              |                                                   | 746                                               | 746                                               |
| 1956 | 1956                                              |                                                   | 686                                               | 686                                               |
| 1961 | 1961                                              |                                                   | 690                                               | 690                                               |
| 1967 | 1967                                              |                                                   | 697                                               | 697                                               |
| 1970 | 1970                                              |                                                   | 730                                               | 730                                               |
| 1980 | 1980                                              |                                                   | ?                                                 | ?                                                 |
| 1990 | 1990                                              |                                                   | ?                                                 | ?                                                 |
| 2000 | 2000                                              |                                                   | 1.017                                             | 1.017                                             |
| 2004 | 2004                                              |                                                   | 1.066                                             | 1.066                                             |
| 2010 | 2010                                              |                                                   | 1.065                                             | 1.065                                             |
| 2011 | 2011                                              |                                                   | 1.047                                             | 1.047                                             |
| 2015 | 2015                                              |                                                   | 1.053                                             | 1.053                                             |
| 2020 | 2020                                              |                                                   | 944                                               | 944                                               |
| Datenquelle: Historisches Gemeindeverzeichnis für Hessen: Die Bevölkerung der Gemeinden 1834 bis 1967. Wiesbaden: Hessisches Statistisches Landesamt, 1968. Weitere Quellen: LAGIS, ab 2000:; Zensus 2011 |                                                   |                                                   |                                                   |                                                   |

Religionszugehörigkeit
 Quelle: Historisches Ortslexikon
| • 1885: | 571 evangelische, 28 katholische und 11 jüdische Einwohner |
| • 1961: | 529 evangelische und 59 katholische Einwohner              |

## Kultur und Sehenswürdigkeiten

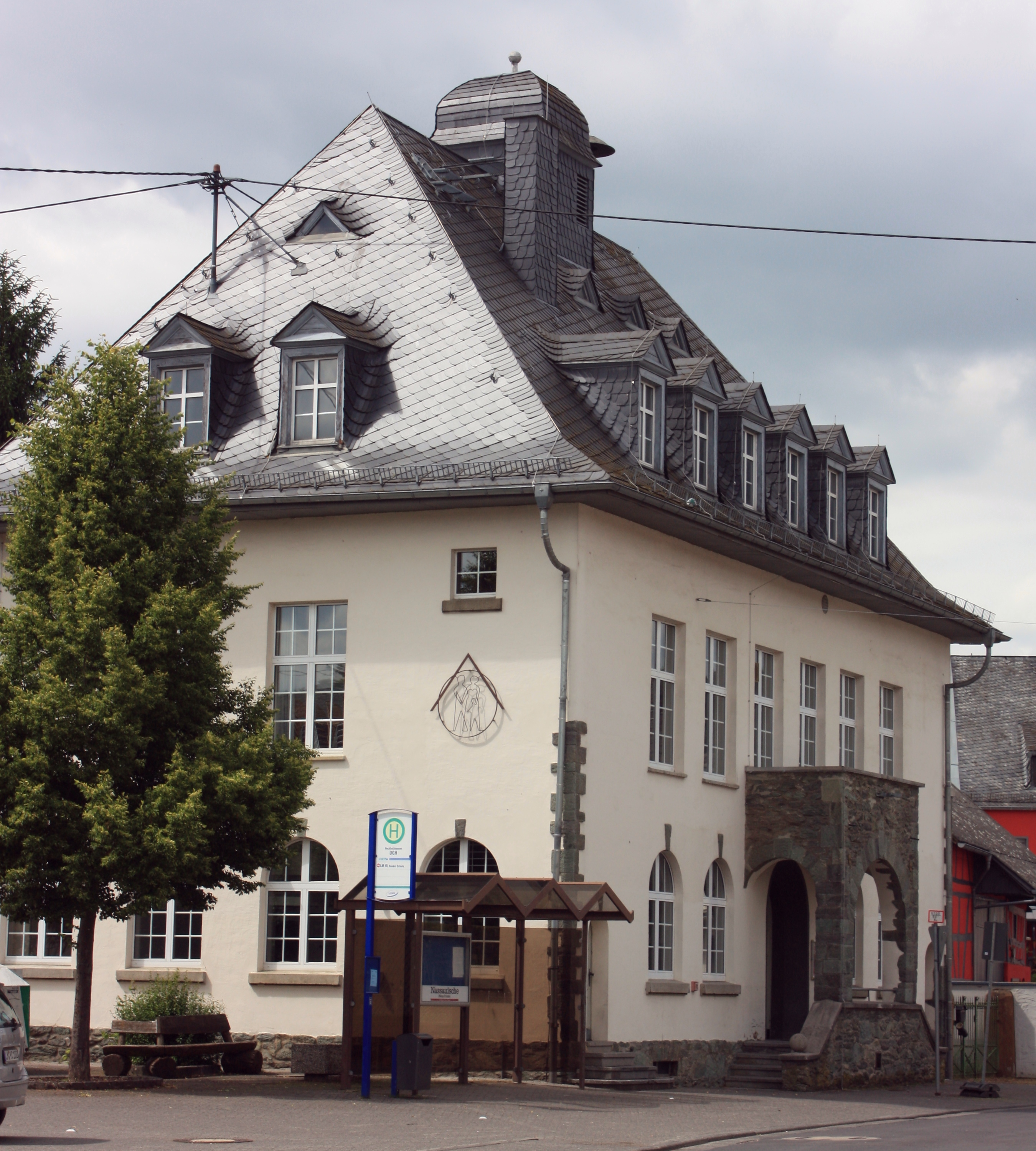
Ehemaliges Rathaus, jetzt Bürgerhaus

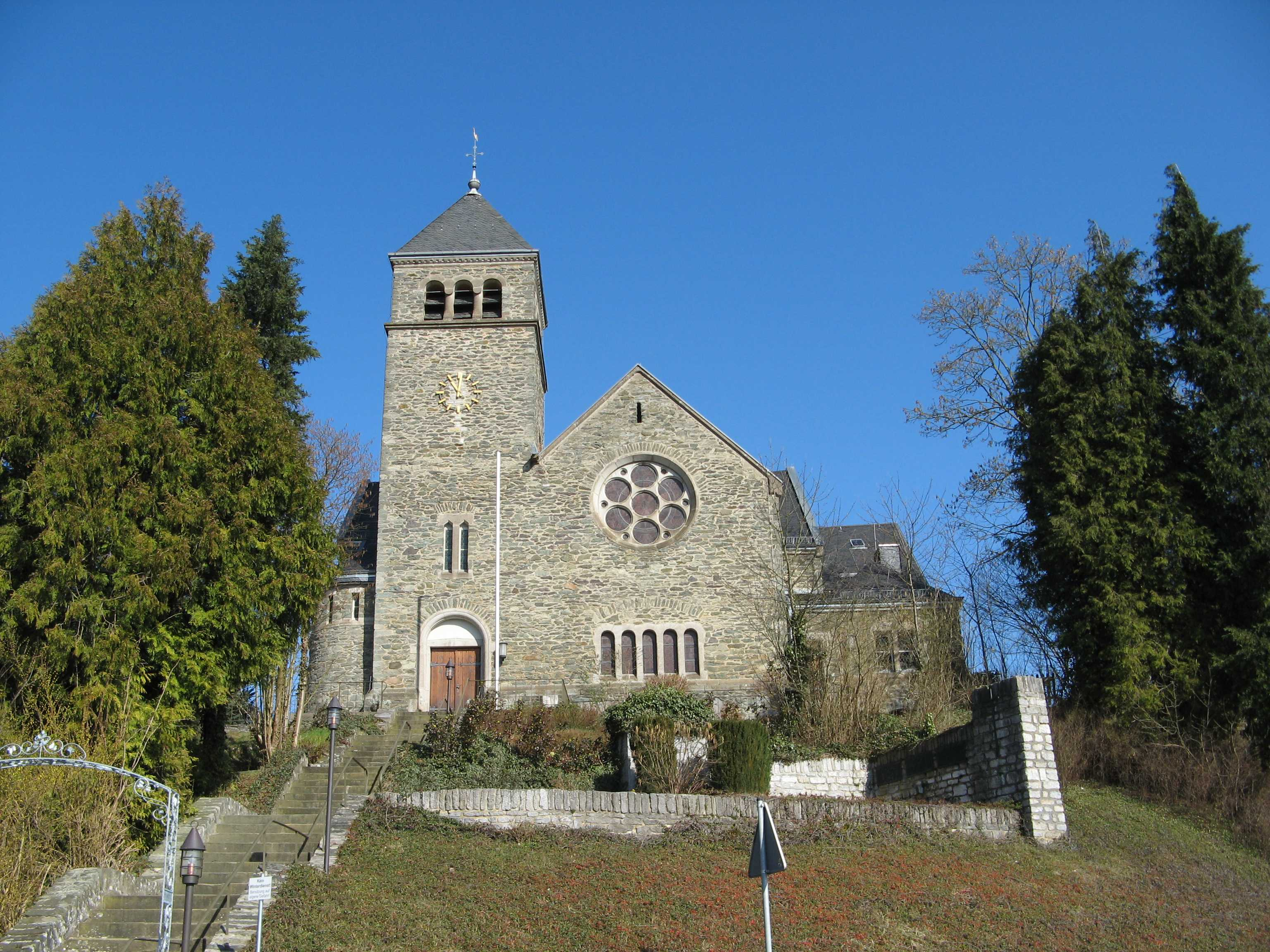
Die evangelische Kirche in Heckholzhausen

### Vereine
Auf Ortsebene bestehen die Vereine Cross Country Riders Beselich e. V., Freiwillige Feuerwehr Heckholzhausen e. V. seit 1925 (seit 2. August 1981 einschl. Jugendfeuerwehr und seit 21. August 2010 mit Kinderfeuerwehr), der Musikzug 1959 Heckholzhausen e. V., Sportverein SV Heckholzhausen 1928 e. V. und der Verein für Verschönerung und Naturschutz 1968 e. V. Heckholzhausen.
Im Verein für Verschönerung und Naturschutz 1968 e. V. Heckholzhausen gibt es die Untergruppen Geschichtsgruppe Heckholzhausen und Seniorengruppe Heckholzhausen.

### Bauwerke
Siehe auch: Liste der Kulturdenkmäler in Beselich-Heckholzhausen

#### Pfarrhaus
Das alte Pfarrhaus in der Oberdorfstraße ist ein Bauwerk des frühen 19. Jahrhunderts.

#### Ehemaliges Rathaus
Das Gebäude wurde als Rathaus im Jahr 1927 erbaut. Nach dem Zusammenschluss zur Gemeinde Beselich wurde das Gebäude als Dorfgemeinschaftshaus genutzt. Nach einer grundlegenden Sanierung steht es seit September 2007 der Bevölkerung als Bürgerhaus zur Verfügung.

#### Evangelische Kirche
Auf den Grundmauern einer im 13. Jahrhundert errichteten und im 16. Jahrhundert verfallenen Burg mit hinzugehörender Kapelle wurde die heutige evangelische Kirche erbaut, deren Grundsteinlegung im Jahr 1898 erfolgte.

## Wirtschaft und Infrastruktur

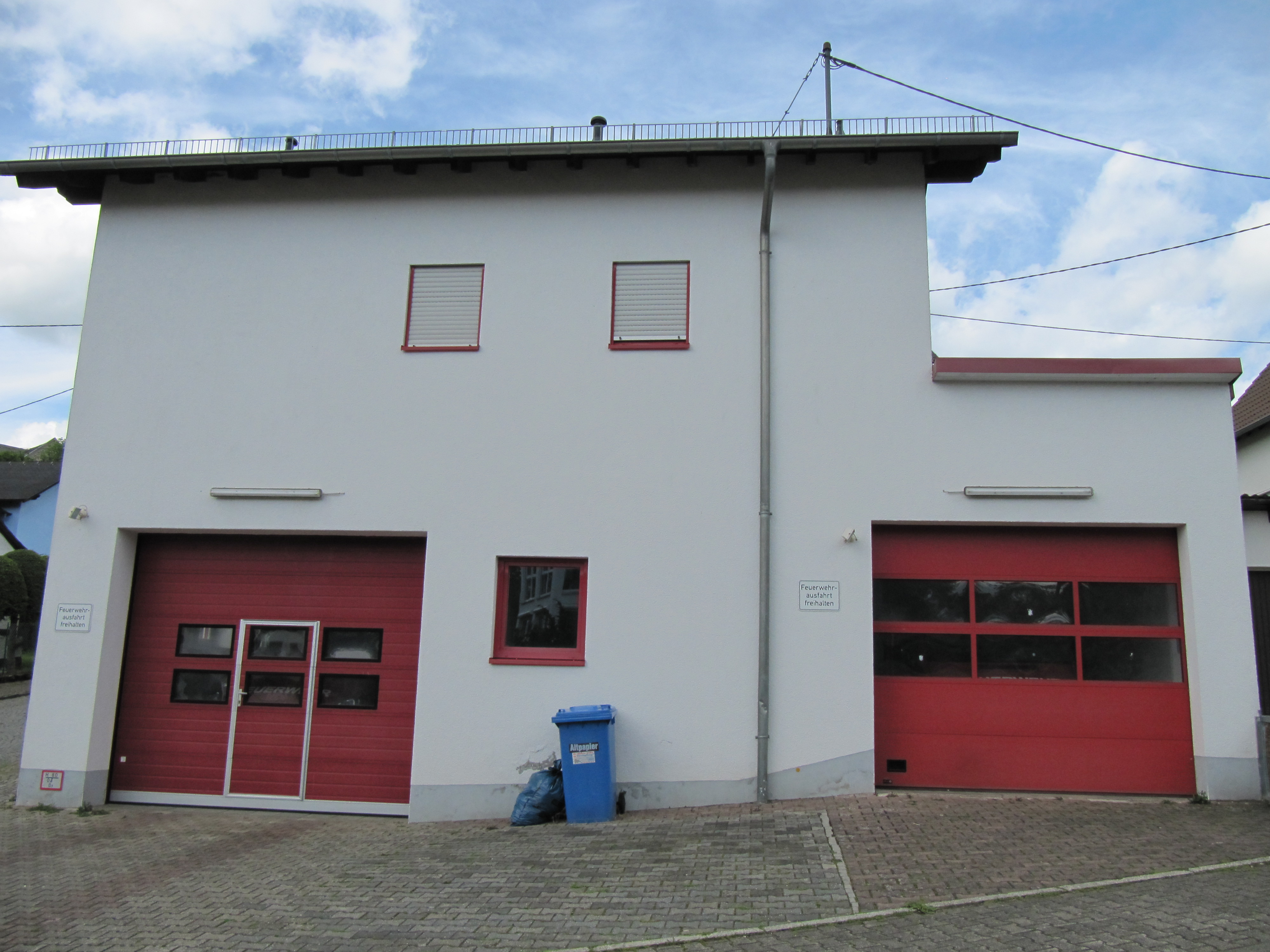
Feuerwehrhaus im Kahlertweg

### Einrichtungen
In Heckholzhausen besteht der von der evangelischen Kirchengemeinde betriebene Kindergarten „Sternenland“.
Die im Jahr 1925 gegründete Freiwillige Feuerwehr Beselich-Heckholzhausen sorgt für den abwehrenden Brandschutz und die allgemeine Hilfe. Sie wurde am 2. August 1981 um die Jugendfeuerwehr und am 21. August 2010 um die Kinderfeuerwehr ergänzt.
Für Veranstaltungen steht das im Jahr 2019 erweiterte Bürgerhaus in der Ortsmitte zur Verfügung. Die Einwohner haben die Möglichkeit, den Sportplatz und die Freizeitanlage „In den Birken“ zu nutzen. Daneben finden sich in Heckholzhausen der Spielplatz im Buchenweg und in Wald und Flur mehrere Wanderwege.

### Verkehr

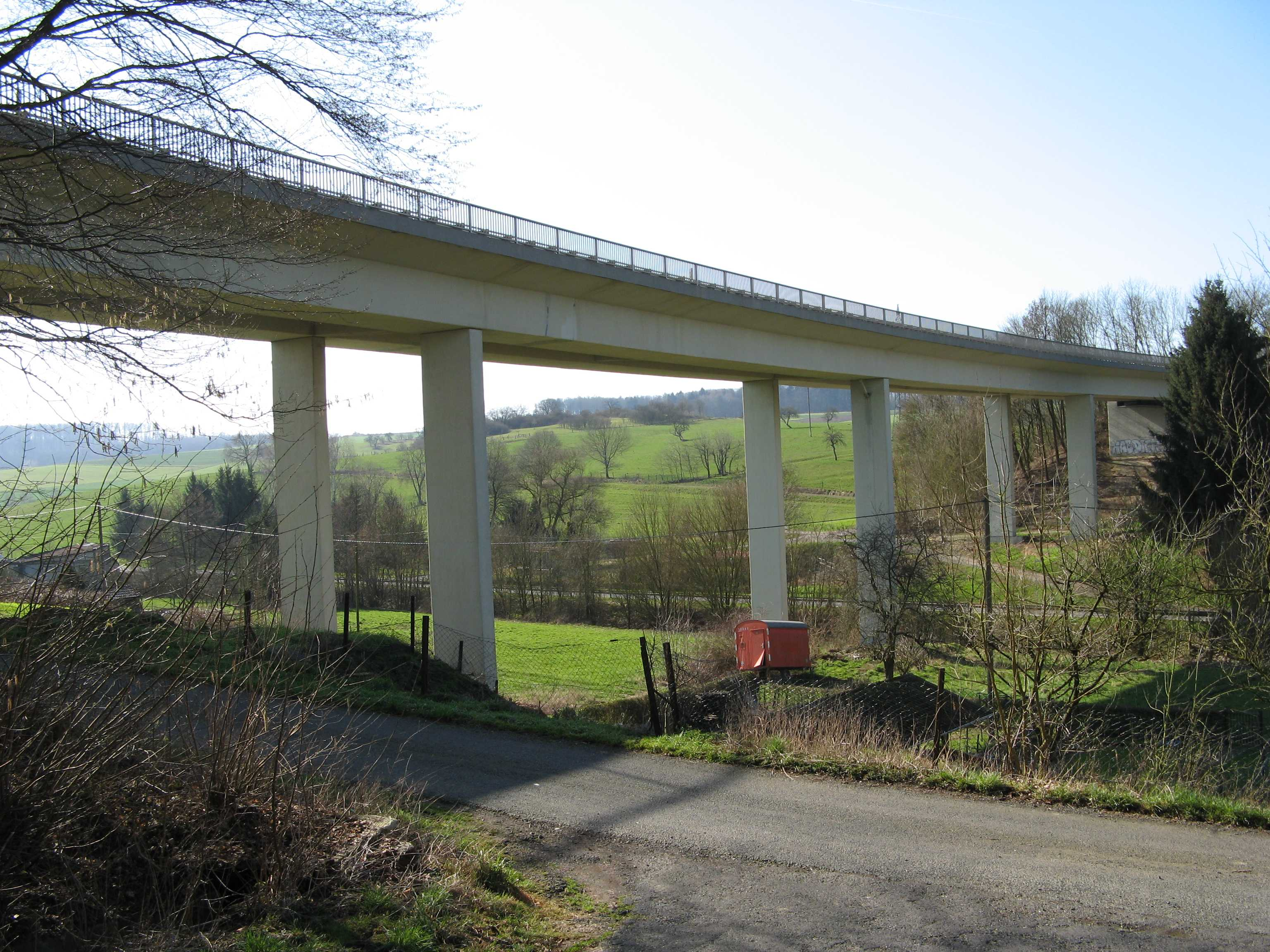
Ehemalige ortsnahe Talbrücke über das Kerkerbachtal (1960 – Abriss 2023) (Foto: 2007)

Die alte Trasse der Bundesstraße 49 von Limburg an der Lahn nach Wetzlar verlief nahe am Ort Heckholzhausen vorbei. Die 1960 errichtete Brücke über das Kerkerbachtal wurde am 24. Oktober 2023 gesprengt.
Die neue Trasse der B 49 bleibt in etwas Abstand vom Ort und wurde vierspurig ausgebaut. Eine neue Kerkerbachtalbrücke wurde dafür im Jahr 2018 errichtet.

### Bildung
Als Grundschule dient die zentrale Grundschule in Obertiefenbach. Als weiterführende Schule dient als Haupt- und Realschule die Westerwaldschule in Waldernbach.